# Тюру (народ)
Тюру (вьет. Chu ru; чуру, тёру; «люди, осваивающие новые земли») — австронезийский народ группы горных тямов. Проживают на юге Вьетнама в провинциях Ламдонг и Биньтхуан. Численность — 14 978 человек (1999, перепись). Входят в 54 официально признанных народов Вьетнама. Говорят на языке тюру чамской группы малайско-полинезийской подсемьи. Имеют письменность на латинской основе. Сохраняют традиционные верования при некотором распространении католичества и протестантизма. Матрилинейная родовая организация, матрилокальное брачное поселение. Система терминов родства типа кроу. Распространены кузенные браки.